# Ai! que saudade da Amélia

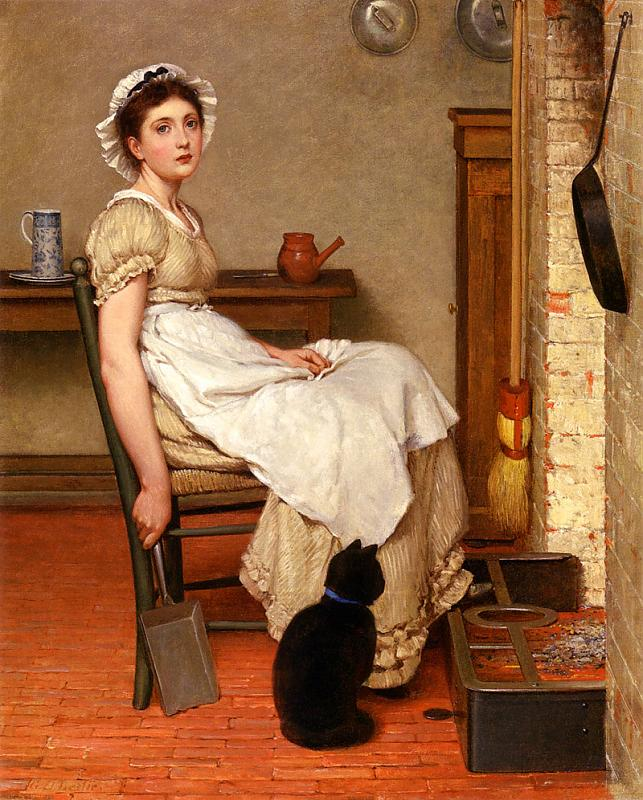
"Amélia" criou, no Brasil, o estereótipo de mulher submissa, resignada e trabalhadora como "ideal".
"Her first place", G. D. Leslie

Ai! que saudade da Amélia (comumente chamada somente de "Amélia") é o título de uma canção composta por Mário Lago (letra) e Ataulfo Alves (revisão e música) que foi lançada a primeira vez em 1942 e considerada uma obra-prima pelo historiador da música brasileira Jairo Severiano. Adelzon Alves declarou que "com Amélia, Ataulfo e Mário Lago escreveram seus nomes no panteão dos grandes imortais da Academia da Música Popular Brasileira"; a música é considerada um clássico do samba.
Inspirada na figura da empregada da então cantora Aracy de Almeida, a música consagrou na sociedade um conceito de "amélia" como sendo a mulher submissa e companheira do homem em todas as dificuldades, a tal ponto que foi integrada ao vocabulário no Dicionário Aurélio com o seguinte conceito: "Mulher que aceita toda sorte de privações e/ou vexames sem reclamar, por amor a seu homem”.

## Histórico
A composição começara na verdade com o irmão da cantora Aracy de Almeida, Aníbal Alves de Almeida, conhecido pelos amigos como "Almeidinha"; segundo contam os contemporâneos, ele sempre comentava quando alguém dizia algo sobre uma mulher: "Qual nada, Amélia é que era mulher de verdade. Lavava, passava, cozinhava…", e que seria uma figura real — Amélia dos Santos Ferreira — uma empregada que teria servido à família do Almeidinha e que provavelmente ainda estava viva quando a canção foi lançada; morava num subúrbio carioca e tinha que trabalhar bastante para sustentar cerca de dez filhos. Mário Lago negou que fosse ela a pessoa a inspirar a letra.
Aracy de Almeida, numa entrevista feita ao escritor João Antônio e publicada na sua última obra Dama do Encantado de 1996, narrava uma outra versão: "O Mário fica doido de raiva quando eu digo, mas a ideia de Amélia fui eu quem deu. Um dia, sugeri uma frase, "Amélia é que era mulher de verdade", ao Wilson Batista. Ele disse que andava sem tempo para compor e então o Ataulfo, que estava perto, pediu a frase para o Mário, e o samba foi feito. Tem mais. Dou até o local onde aconteceu: na Leiteria Nevada, ali na Rua Bittencourt da Silva. Na esquina ficava o Café Nice."; João Antônio referiu-se à canção como "samba tido e havido como um dos hinos nacionais de nossa música popular" e que esta divergência da origem já fora "motivo de briga entre a cantora e o autor dos versos, Mário Lago".
Segundo Mário Lago, estavam a conversar no Café Nice ele, Ataulfo, Orlando Silva e Eratóstenes Frazão quando “o Almeidinha começou a cantarolar a história de uma mulher que era solidária ao seu homem, que passava fome ao seu lado e achava bonito não ter o que comer. Eu e Ataulfo pensamos: isso dá um samba”.
Mário então fez a letra que repassou ao parceiro para que este a musicasse; Ataulfo então teria alterado algumas palavras para adequar à composição e adicionou dois versos — o que revoltou Lago, dizendo que não era aquela sua produção e que não a assinaria; resolvido o impasse no final daquele ano, efetuaram a venda do samba para sua gravação ao empresário Vicente Vitale, com pagamento de Mário feito adiantado.
Ocorreu então uma reação contrária dos grandes cantores que foram sondados para gravarem a canção: todos eles se recusaram, alegando que o samba não era carnavalesco ou que as pessoas não iriam aceitar aquela letra; diante disto, o próprio Ataulfo gravou-a, originalmente, acompanhado pelo grupo Academia do Samba e Jacob do Bandolim, lançando-a finalmente em janeiro de 1942.
Ao contrário do que pensaram os cantores, a música foi um grande sucesso no carnaval daquele ano; Darcy Vargas, esposa do presidente Getúlio Vargas, mandara que fosse tocada no baile do Teatro Municipal onde estava o cineasta Orson Welles que se encantou pela composição.

## Análise
Apesar de Ataulfo Alves declarar que Amélia "simboliza a companheira ideal, que luta ao lado do marido, vivendo de acordo com suas possibilidades, sem exigir o que ele não pode dar”, e não uma figura negativa da mulher, a compreensão dominante entre aqueles que analisam a letra é a de que esta é sexista, passando uma imagem de mulher submissa.

## Impacto cultural
Em 1978 Elena e Eliane de Grammont compuseram "Amélia de Você" onde a letra, apesar de falar "Cansei de ser Amélia / Santa e boa / Que esquece que perdoa / Seus defeitos", termina por concluir que, incapaz de mudar o companheiro, diz: "Nasci pra ser Amélia de você". Eliane foi esposa do cantor Lindomar Castilho, e veio a ser assassinada por ele três anos depois, em 1981.
Em 2009, a cantora Pitty também lançou uma música que dialoga com a composição de Mário Lago e Ataulfo Alves - "Desconstruindo Amélia", pertencente ao álbum Chiaroscuro (álbum). A canção é uma parceria de Pitty com o guitarrista Martin Mendonça.
De 2018 é a canção "Não Precisa Ser Amélia", de Bia Ferreira, dentro da temática social e do feminismo negro.